# Art Roë
Patrice Mahon dit Art Roë, né le 26 juin 1865 à Lons-le-Saunier dans le Jura et mort pour la France à Sainte-Marie-aux-Mines dans le département du Haut-Rhin le 22 août 1914, est un officier supérieur et écrivain français actif à partir de la fin du XIXe siècle. Son nom est inscrit au Panthéon parmi les 560 écrivains morts au combat pendant la Première Guerre mondiale.

## Biographie
Benjamin Léon Marcelin Patrice Mahon, né le 26 juin 1865 à Lons-le-Saunier est le fils de Louis Philippe Benjamin Mahon (1830-1908), notaire et de Marguerite Jeanne Elisa Peyré.
Il grandit à Lons-le-Saunier et fait ses études secondaires au lycée Rouget-de-Lisle. Après avoir obtenu son baccalauréat, il poursuit ses études à Paris, au lycée Saint-Louis, pour préparer le concours de l'École polytechnique, qu'il intègre en 1885,. Il poursuit ensuite une carrière militaire. Lorsqu'il épouse Marie Marthe Maclovie Charlotte Fernande Goyet de Savy (1863-1920) à L'Étoile, le 28 septembre 1887, il est sous-lieutenant d'artillerie et élève à l'École d'application de l'artillerie et du génie à Fontainebleau. Il est nommé lieutenant au 12e régiment d'artillerie en octobre 1889, il sert sept ans au 17e régiment d'artillerie à Vincennes. Élevé au rang de capitaine en 1896, il est nommé professeur adjoint du cours d'artillerie à l'École spéciale militaire de Saint-Cyr. En janvier 1906 il est chef d'escadron au 3e régiment d'artillerie en mars 1908 à Castres,. En 1911, il revient à l'École spéciale militaire de Saint-Cyr comme professeur titulaire du cours d'artillerie.
Il est proche d'Eugène-Melchior de Vogüé qui lui facilite l'accès aux cercles littéraires de la Revue des Deux Mondes à laquelle il collabore sous le pseudonyme Art Roë, formé de deux prénoms de ses ancêtres irlandais émigrés en France au XVIIIe siècle. De Vogüé lui présente en 1891 le capitaine Hubert Lyautey, futur maréchal de France, qui préfacera le roman posthume Berthe Vauclin. Son premier roman, Pingot et moi, journal d'un officier d'artillerie rencontre un très grand succès. Il est dédié E.-M. de Vogüe et remporte le prix Montyon de l'Académie française en 1894. Pingot est le nom de son ordonnance au fort de Vincennes. Il mène dès lors de front sa carrière militaire et l'écriture de romans, d'essais et de nouvelles largement publiés dans la Revue des Deux Mondes.
Georges Beaume, avec qui il se lie lorsqu'ils habitent à Vincennes, parle de lui comme « l'un de nos meilleurs écrivains, le plus méconnu peut-être de ceux que la guerre nous a pris » et raconte que Ferdinand Foch, futur maréchal de France également, vivait avec sa famille une maison voisine et côtoyait Patrice Mahon. André Tardieu écrit en 1939 que c'est par lui qu'il rencontré Foch : « Je l’ai connu, trente-cinq ans plus tard, par un autre officier d’artillerie, le noble et charmant Patrice Mahon, l’admirable Art Roe, de Pingot et moi, que des uhlans devaient abattre, à coups de sabre, en août 1914, sur ses pièces. Foch, alors colonel, était, en ces années 1905, chef d’état-major du corps d’armée d’Orléans, où Mahon commandait une batterie. Entre Foch, rigoureux et net, et Mahon, intuitif, un peu flou, agité de grands rêves intellectuels, l’âme inquiète, il y avait à la fois contraste et complément. Je les aimais bien tous les deux. […] Souvent, le dimanche matin, je prenais le Sud-Express. Mahon venait m’attendre aux Aubrais, dans un petit tapecul dont le cheval se couchait et nous versait, quand il passait devant le quartier d’artillerie, où était son écurie. Nous retrouvions, pour déjeuner chez les Mahon, dont le ménage était délicieusement accueillant, le colonel et Mme Foch ».
En 1896, le général Dragomirov, à qui il a été présenté par le général Cardot, l'emmène à Kiev où il sert dans un régiment russe en garnison à Rovno. Il retrace ce séjour et ses dialogues avec le général dans Mon Régiment russe qui parait en 1899.
Nommé lieutenant-colonel en mars 1914, il est mobilisé en août 1914 et conduit les groupes d'artillerie de la 71e division d'infanterie qui deviendra en 1917 le 262e régiment d'artillerie. Entre le 13 et le 20 août, la division est engagée au col de Sainte-Marie qui matérialise la frontière entre la France et l'Allemagne depuis 1870, près du village de Wisembach,. Patrice Mahon est tué le 22 août 1914, lors d'un assaut ennemi décrit dans l'Historique du 262e régiment d'artillerie de campagne : « À 10 heures, sur la gauche, dans le bois, éclatent les premiers coups de feu, les balles sifflent dans les batteries. La situation devient bientôt très critique. La fusillade crépite dans les bois qui dominent la gauche de la route, notre infanterie se replie et bientôt les Allemands vont atteindre, en arrière des positions, la route qui fait un grand lacet et constitue l'unique ligne de retraite ; ils vont arriver aux avant-trains. Le capitaine Doridot retire les batteries, mais le lieutenant-colonel Mahon, qui arrive à ce moment, donne l'ordre de conserver deux pièces sur la route. Le capitaine Doridot reste donc avec deux pièces de la 25e batterie ; le lieutenant-colonel est là également, ainsi que le sous-lieutenant Nyegaard qui, un fusil à la main, veut charger avec les derniers fantassins, dans une contre-attaque aussitôt avortée. La partie est perdue, le lieutenant-colonel donne l'ordre de la retraite, mais il est trop tard. Aussitôt le col franchi, la section se trouve en présence d'une longue ligne de capotes grises qui la fusille à bout portant. Sur la route, la colonne de voitures est arrêtée, les timons en l'air. Quelques servants et des conducteurs à cheval essaient de s'échapper en escaladant le talus de la route à gauche et se lancent sur la forte pente. Le capitaine Doridot est blessé et fait prisonnier. Avant de tomber, il voit, assis sur un avant-train, le lieutenant-colonel Mahon et le sous-lieutenant Nyegaard qui, les bras croisés, impassibles, attendent la mort. Le lieutenant Roger est tué et le sous-lieutenant Michel disparaît. La retraite s'opère sur Wissembach, mais les pertes sont lourdes. Le colonel Mahon tué, 7 officiers et 40 hommes tués, blessés ou prisonniers ».
Il est cité à l'ordre de l'armée le 16 septembre 1914 en ces termes : « lieutenant-colonel au 62e régiment d'artillerie : a fait preuve d'une héroïque bravoure, le 22 août, en se faisant tuer sur ses pièces pour donner l'exemple et empêcher un recul précipité ».
Son corps n'a pas été retrouvé, il repose peut-être dans la fosse commune du petit cimetière militaire du col de Sainte-Marie.

## Œuvres principales
- Pingot et moi, journal d'un officier d'artillerie, sous le pseudonyme Art Roë, 1893
- Racheté, sous le pseudonyme Art Roë, 1895
- Sous l'étendard, sous le pseudonyme Art Roë, 1895
- Un pèlerinage au bord de la Bérésina, 1897
- L'Armée russe après la campagne de 1904-1905, 1906
- Berthe Vauclin, roman, posthume, sous le pseudonyme Art Roë, 1924

## Distinctions
- Chevalier de la Légion d'honneur, décret du 11 juillet 1909[22]
- Officier d'académie, arrêté du 3 janvier 1904[23]
- 1894 : Académie française - Prix Montyon pour Pingot et moi
- 1906 : Académie française - Prix Thérouanne pour Études sur les armées du Directoire
- 1915 : Académie française - Prix Vitet[24]

## Hommages
- Le nom de Patrice Mahon Art Roë est inscrit au Panthéon dans la liste des 560 écrivains morts pour la France[25].
- Son nom figure sur la plaque commémorative du collège Rouget-de-Lisle à Lons-le-Saunier, sur les monuments commémoratifs de l'École Polytechnique à Paris et Palaiseau, sur les monuments aux morts de L'Étoile, Lons-le-Saunier et Versailles.
- Une rue du Colonel Mahon a été nommée en son honneur à Lons-le-Saunier[26],[3].